# Gaia Vince

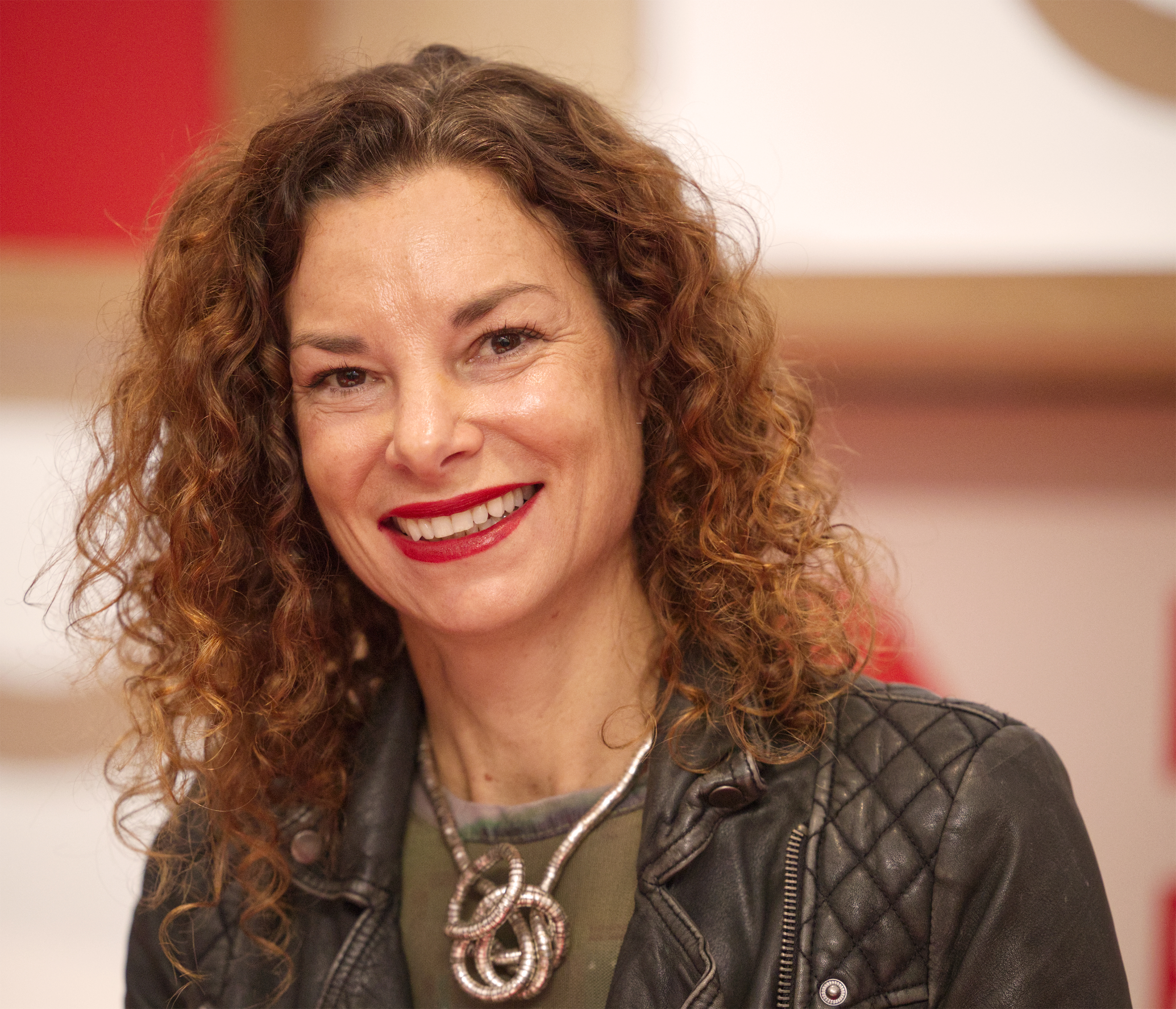
Gaia Vince alla Fiera del libro di Francoforte nel 2023

Gaia Vince (...) è una scrittrice e giornalista britannica freelance, conduttrice televisiva e con cittadinanza britannica e australiana. Scrive per The Guardian, e, in una rubrica chiamata Smart Planet, per BBC Online. In precedenza è stata redattrice di notizie di Nature e redattrice online di New Scientist.

## Biografia
Figlia di genitori fuggiti dall'Ungheria a seguito della rivoluzione del 1956 e rifugiatisi in Australia, è ricercatrice senior onoraria presso l'University College di Londra. 
Giornalista scientifica per testate quali il Guardian, e conduttrice televisiva e radiofonica di programmi a tema ambientale, è stata la prima donna ad essere insignita del Royal Society Prizes for Science Books nel 2015 per Adventures in the Anthropocene: A Journey to the Heart of the Planet We Made, saggio che analizza come le azioni dell'uomo abbiano modificato il pianeta e come sia di cambiato nel tempo il nostro rapporto con l'ambiente circostante.
Con Il secolo nomade, uscito nel 2022 e tradotto in italiano l'anno successivo, ha tracciato i possibili scenari futuri che comporterà il cambiamento climatico, primo fra tutti una massiccia migrazione dell'umanità.

## Opere

### Saggi
- Adventures in the Anthropocene: A Journey to the Heart of the Planet We Made (2014)
- Evoluzione: fuoco, parola, bellezza e tempo nella storia dell'uomo (Transcendence: How Humans Evolved Through Fire, Language, Beauty, and Time, 2019), Milano, Mondadori, 2021 traduzione di Roberto Serrai ISBN 978-88-04-72651-7.
- Il secolo nomade: come sopravvivere al disastro climatico (Nomad Century: how to survive the climate upheaval, 2022), Torino, Bollati Boringhieri, 2023 traduzione di Giuliana Olivero ISBN 978-88-339-3809-7.

## Premi e riconoscimenti

### Vincitrice
Royal Society Prizes for Science Books
- 2015 con Adventures in the Anthropocene: A Journey to the Heart of the Planet We Made[9]